# СКИФ-Восток
«СКИФ-Восток» — женский ватерпольный клуб из Москвы, выступающий в чемпионате России. Является одним из самых титулованных клубов России.

## История
Команда СКИФ была создана в 1982 году на кафедре плавания ГЦОЛИФКа. Официальным днём рождения считается 8 марта 1983 года, когда капитан команды Татьяна Прохорова рассказала о ней в эфире радиостанции «Маяк». С 1989 года московские ватерполистки под руководством Сергея Фролова выступали в чемпионатах СССР, где их лучшим результатом стало 4-е место (1989, 1990).
Основные достижения СКИФа приходятся на 1990-е и начало 2000-х годов. Воспитанницы Сергея Фролова четыре раза подряд становились чемпионками России, пять раз подряд побеждали в розыгрышах Кубка страны, восемь раз подряд играли в финальных матчах еврокубков. 16 марта 1997 года москвички завоевали первый в истории российского водного поло Кубок европейских чемпионов, обыграв в нидерландском Зандаме местный «Нереус» — 7:6. 9 мая 1999 года в бассейне московского спорткомплекса «Олимпийский» команда повторила свой успех, выиграв со счётом 8:6 финальный матч главного еврокубка у другого голландского клуба — «Донка» из Гауды. В апреле 2001 года в Барселоне московский СКИФ взял второй по значимости европейский трофей — Кубок обладателей кубков. Игроки СКИФа составляли основу сборной России, которую в 1992—1995 и в 1997—2001 годах также возглавлял Сергей Фролов. В 2000 году в Сиднее бронзовыми призёрами первого в истории женского олимпийского турнира стали игроки СКИФа Марина Акобия, Екатерина Аникеева, Екатерина Васильева, Светлана Кузина, Наталья Кутузова, Галина Рытова, Елена Токун и Ирина Толкунова.
В 2001 году в Москве была открыта Школа высшего спортивного мастерства «Измайлово», которая стала главным центром подготовки спортсменок для СКИФа. В связи со сменой поколений и скромными финансовыми возможностями результаты команды пошли на спад, но тем не менее в 2011 году СКИФ ШВСМ «Измайлово» после длительного перерыва выиграл бронзу чемпионата России и Кубок страны. В 2008 году центральная нападающая СКИФа Олександра Карпович в составе сборной России стала чемпионкой Европы. В сезоне-2012/13 команда СКИФ ШВСМ «Измайлово» дошла до финала Кубка LEN Trophy, в котором уступила подмосковному «Штурму-2002» (10:17 в Москве и 11:14 в Рузе).
В 2010-е годы команда неоднократно меняла названия в связи с присоединением ШВСМ «Измайлово» к Центру спортивной подготовки «Крылатское» (2014) и переименованием её в Центр олимпийской подготовки Москомспорта (2018). В 2015 году ватерполистки СКИФа Вероника Вахитова, Полина Кемпф, Елена Котанчян, Алёна Сержантова и Анастасия Федотова стали чемпионками I Европейских игр в Баку. В 2016 году вратарь Анна Устюхина и защитница Мария Борисова выиграли бронзовые медали Олимпийских игр в Рио-де-Жанейро. Также в разные годы на Олимпийских играх выступали игроки СКИФа Екатерина Васильева, Валентина Воронцова, Мария Яина (Афины-2004), Олександра Карпович (Пекин-2008), сёстры Александра и Диана Антоновы (Лондон-2012), Вероника Вахитова и Алёна Сержантова (Токио-2020).
С 2022 года в связи с реорганизацией ЦОП Москомспорта в МКСШОР «Восток» команда носит название «СКИФ-Восток». Из-за болезни многолетнего наставника москвичек Сергея Фролова команду возглавил Марат Закиров, а с августа 2023 года в должности главного тренера работает Сергей Маркоч.

## Прежние названия
- До 1998 — СКИФ
- 1998—2002 — СКИФ-МФП
- 2002—2007 — СКИФ-МФП ШВСМ «Измайлово»
- 2007—2009 — «Динамо-РГУФК» ШВСМ «Измайлово»
- 2009—2010 — РГУФКСиТ ШВСМ «Измайлово»
- 2010—2013 — СКИФ ШВСМ «Измайлово»
- 2013—2014 — СКИФ ЦСП «Измайлово»
- 2014—2017 — СКИФ ЦСП «Крылатское»
- 2017—2019 — «Динамо-СКИФ» ЦСП «Крылатское»
- 2019—2022 — СКИФ ЦОП Москомспорта

## Достижения
Чемпионат России
- Чемпион (4): 1994/95, 1995/96, 1996/97, 1997/98.
- Серебряный призёр (6): 1993/94, 1998/99, 1999/00, 2000/01, 2001/02, 2020/21.
- Бронзовый призёр (4): 2003/04, 2005/06, 2010/11, 2023/24.

Кубок России
- Обладатель (7): 1993, 1994, 1995, 1996, 2001, 2003, 2011.
- Финалист (4): 2002, 2008, 2013, 2023.

Кубок европейских чемпионов
- Обладатель (2): 1996/97, 1998/99.
- Финалист (3): 1995/96, 1997/98, 1999/00.

Кубок обладателей кубков
- Обладатель (1) — 2000/01.

Кубок LEN Trophy
- Финалист (3) — 2001/02, 2002/03, 2012/13.

## Состав
Сезон-2024/25
| №  | Имя                   | Год рождения | Амплуа                 |
| -- | --------------------- | ------------ | ---------------------- |
| 1  | Ульяна Воронина       | 2005         | вратарь                |
| 2  | Марина Казанина       | 2005         | подвижная нападающая   |
| 3  | Алина Савина          | 1996         | подвижная нападающая   |
| 4  | Софья Тимохина        | 2004         | подвижная нападающая   |
| 5  | Мария Борисова        | 1997         | защитница              |
| 6  | Алина Тучина          | 1994         | центральная нападающая |
| 7  | Василиса Говоркова    | 2006         | подвижная нападающая   |
| 8  | Анастасия Пототранная | 2004         | защитница              |
| 9  | Вероника Вахитова     | 1998         | защитница              |
| 10 | Арина Стахарная       | 2009         | центральная нападающая |
| 11 | Ариадна Андреева      | 1997         | защитница              |
| 12 | Алёна Сержантова      | 1998         | подвижная нападающая   |
| 13 | Светлана Степахина    | 1999         | вратарь                |

- Главный тренер — Сергей Маркоч.
- Тренер — Антон Фролов.